# Keizer Ferdinand I (1503-1564)
Ferdinand I (Alcalá de Henares, 10 maart 1503 — Wenen, 25 juli 1564) was keizer van het Heilige Roomse Rijk, koning van Bohemen en Hongarije. Hij was de jongere broer van keizer Karel V.

## Biografie
In tegenstelling tot zijn oudere broer Karel, zijn oudere zusters Eleonora en Isabella en jongere zuster Maria werd Ferdinand niet in Mechelen opgevoed maar in Spanje. Hij was de zoon van Filips I van Castilië (Philips de Schone) en Johanna van Castilië en ontving bij zijn geboorte de titels aartshertog van Oostenrijk en infant van Castilië, León, Aragon en Navarra. Hij was genoemd naar zijn grootvader van moeders kant, Ferdinand II, die ook op 10 maart was geboren. Aanvankelijk was Ferdinand voorbestemd om die grootvader op te volgen.
Bij de aanstelling van Karel V als koning van Castilië en Aragon en als keizer van het Heilige Roomse Rijk liet hij het bestuur van Oostenrijk en Slovenië over aan zijn broer Ferdinand. Door zijn verkiezing tot koning van Duitsland in 1531 werd voor Ferdinand een aanzet gegeven tot opvolging van Karel V na zijn abdicatie en nam hij al officieel in diens afwezigheid de keizerlijke taken waar.
Nadat sultan Süleyman I Ferdinands zwager Lodewijk II van Hongarije, koning van Bohemen en Hongarije, had verslagen bij de Slag bij Mohács op 29 augustus 1526 — waarbij Lodewijk was omgekomen — werd Ferdinand gekozen tot koning van Bohemen. De opvolging in Hongarije leidde tot een verhitte strijd tussen Ferdinand en János Szapolyai, woiwode van Zevenburgen, ieder gesteund door verschillende facties binnen de Hongaarse adel. Ferdinand werd daarbij ook gesteund door Karel V, terwijl János erin slaagde om de steun van Süleyman te verkrijgen.
Bij het Beleg van Wenen (1529) konden de legers van Ferdinand met succes de aanval van de Ottomanen, onder leiding van Süleyman, weerstaan. Er zouden nog meerdere belegeringen volgen, maar in 1533 werd een vredesverdrag met de Ottomanen gesloten, waardoor ook het koninkrijk Hongarije ter sprake kwam. Bepaald werd dat het westelijk deel onder gezag kwam van Ferdinand en het oostelijk deel onder János’ gezag, namelijk het Oost-Hongaars koninkrijk. Met het Verdrag van Nagyvárad (1538) probeerde Ferdinand Hongarije tot een erfelijk gebiedsdeel te maken. 
Bij het bestuur van Oostenrijk, Bohemen en Hongarije regeerde hij als een absolute monarch. Hij publiceerde een grondwet voor zijn erfelijke landen en stelde in Pressburg, Praag en Breslau regeringsorganen aan naar Oostenrijks voorbeeld. Weerstand tegen deze centralisatie leidde er in 1559 toe, dat hij de onafhankelijkheid van deze organen moest erkennen.
In 1547 weigerde Bohemen zijn legers beschikbaar te stellen voor een strijd tegen de Duitse protestanten. Met de hulp van Spaanse troepen slaagde Ferdinand erin de opstand hiertegen neer te slaan, waarna de privileges van de Boheemse steden danig werden ingeperkt.
In 1556 werd Ferdinand keizer van het Heilige Roomse Rijk - hetgeen overigens pas in 1558 officieel bevestigd werd. Al in 1531 was bepaald dat de erfopvolging in zijn familie zou blijven en dat Filips II, de toen vierjarige zoon van Karel V, uitgesloten werd voor eventuele opvolging.
Ferdinand stierf in Wenen en werd begraven in de Sint-Vituskathedraal te Praag. Hij werd als keizer van het Heilige Roomse Rijk opgevolgd door zijn zoon Maximiliaan II.

## Godsdienstkwestie
Ferdinand was een overtuigd katholiek en aanvankelijk een groot tegenstander van de protestantse bewegingen. Al snel besefte hij, dat hij in de strijd tegen Ottomanen afhankelijk was van de steun van de protestantse adel, waardoor hij meer tolerantie betuigde.
Eén beweging werd echter wel fel bestreden, de anabaptisten. Via diverse mandaten trad hij hard op tegen deze stroming. Zo liet hij vooraanstaande figuren oppakken en op de brandstapel zetten. In 1529 werd een mandaat afgekondigd waarin bepaald werd dat alle ketters (lees: anabaptisten) de dood moesten vinden door verbranding. Door dit mandaat kreeg de vervolging een legitiem karakter. De gebeurtenissen in Münster (1534-1535) bevestigden Ferdinands afkeer van deze beweging. Door zijn optreden nam de invloed van de anabaptisten in Ferdinands rijk af.
Hij was in zijn laatste levensjaren een overtuigd aanhanger van de Contrareformatie en stond dan ook open voor hervormingen binnen de Kerk. Tijdens de Rijksdag van Augsburg in 1555 die hij voorzat namens Karel V kwamen de Duitse keurvorsten tot een vergelijk en leken de problemen rondom de godsdienstpolitiek opgelost. Een van de motto’s tijdens deze bijeenkomst was cuius regio eius religio, wat betekende, dat de vorst van een gebied het geloof binnen zijn gebied kon bepalen. Overtuigd door deze godsdienstvrede trachtte Ferdinand samen met de jezuïetenorde in de landen onder zijn beheer het katholieke geloof opnieuw te vestigen, maar slaagde hierin nauwelijks. Een succesje was het herstel van het aartsbisdom Praag, dat door de protestanten was opgeheven.

## Samenwerking met Karel V
Als plaatsvervanger van Karel V volgde hij aanvankelijk het beleid van zijn broer. Door de weigering van Karel om hem opnieuw te benoemen als hertog van Württemberg en Karels pogingen om de opvolging van Filips II voor de keizerlijke kroon te regelen bekoelde de verstandhouding tussen de twee broers.
Ook stond hij toleranter ten opzichte van de protestanten in vergelijking tot Karel V, puur gebaseerd op politieke overwegingen. Toen echter zijn zuster Isabella, die getrouwd was met de Deense koning Christiaan II, overging naar de leer van Luther beschouwde hij haar als persona non grata.

## Huwelijk

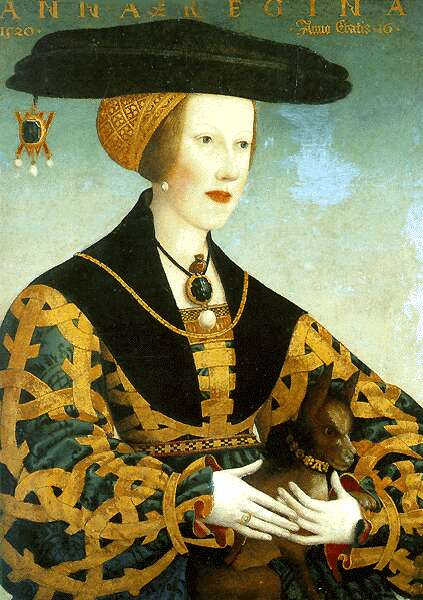
Portret van Anna van Bohemen door Hans Maler zu Schwaz.

Op 25 mei 1521 trouwde Ferdinand te Linz met Anna van Bohemen en Hongarije, dochter van Wladislaus II van Hongarije, koning van Bohemen en Hongarije. Dit huwelijk was voortgekomen uit een verdrag tussen Ferdinands grootvader Maximiliaan I en Wladislaus. De huwelijksinzegening vond op 22 juli 1515 in de Stephansdom in Wenen plaats tijdens een beroemde dubbele plechtigheid (de Wiener Doppelhochzeit), waarbij ook Ferdinands jongere zus Maria werd uitgehuwelijkt aan Anna's jongere broer en latere koning Lodewijk II van Hongarije. Maximiliaan was daarbij zelf plaatsvervanger voor zijn afwezige kleinzoon Ferdinand.
Uit dit huwelijk werden vijftien kinderen geboren.
- Elisabeth van Oostenrijk (1526-1545), in 1543 gehuwd met Sigismund II August van Polen
- Keizer Maximiliaan II (1527–1576), gehuwd met Maria van Spanje
- Anna van Oostenrijk (1528-1590), in 1546 gehuwd met Albrecht V van Beieren
- Ferdinand II van Oostenrijk (1529–1595), gehuwd met Filippina van Welser en Anna-Catharina van Mantua
- Maria van Oostenrijk (1531-1581), in 1546 gehuwd met Willem V hertog van Kleef, Gullik en Berg
- Magdalena van Oostenrijk (1532-1590), ongehuwd, medestichtster en eerste abdis van het Haller Damesstift in Tirol
- Catharina van Oostenrijk (1533-1572), in 1549 gehuwd met Francesco III Gonzaga en ín 1553 Sigismund II August van Polen, waarmee haar oudere zus Elisabeth al eerder was gehuwd
- Eleonora van Oostenrijk (1534-1594), in 1561 gehuwd met Guglielmo I Gonzaga
- Margaretha van Oostenrijk (1536-1566), ongehuwd, medestichtster en stiftdame van het Haller Damesstift in Tirol (overleden voordat het stiftgebouw in gebruik genomen werd)
- Johan van Oostenrijk (1538-1539)
- Barbara van Oostenrijk (1539-1572), in 1565 gehuwd met Alfonso II d'Este, hertog van Ferrara, Modena en Reggio
- Karel II van Oostenrijk (1540–1590), gehuwd met Maria Anna van Beieren (1551-1608)
- Ursula van Oostenrijk (1541-1543)
- Helena van Oostenrijk (1543-1574), ongehuwd, medestichtster en stiftdame van het Haller Damesstift in Tirol
- Johanna van Oostenrijk (1547–1578), in 1565 gehuwd met Francesco I de' Medici

Anna van Bohemen stierf in 1547 in het kraambed van haar dochter Johanna. Keizer Ferdinand hertrouwde niet.

### Kwartierstaat (stamboom) van Ferdinand I
| Keizer Frederik III (1415-1493) | Keizer Frederik III (1415-1493) | Keizer Frederik III (1415-1493) | Keizer Frederik III (1415-1493) | Keizer Frederik III (1415-1493)     | Keizer Frederik III (1415-1493)     | Eleonora Helena van Portugal (1434-1467) | Eleonora Helena van Portugal (1434-1467) | Eleonora Helena van Portugal (1434-1467) | Eleonora Helena van Portugal (1434-1467) | Eleonora Helena van Portugal (1434-1467) | Eleonora Helena van Portugal (1434-1467) |                              |                              | Karel de Stoute (1433-1477)  | Karel de Stoute (1433-1477)  | Karel de Stoute (1433-1477)      | Karel de Stoute (1433-1477)      | Karel de Stoute (1433-1477)      | Karel de Stoute (1433-1477)      | Isabella van Bourbon (1436-1465)  | Isabella van Bourbon (1436-1465)  | Isabella van Bourbon (1436-1465)  | Isabella van Bourbon (1436-1465)  | Isabella van Bourbon (1436-1465)  | Isabella van Bourbon (1436-1465)  |  |  | Johan II van Aragón (1398-1479) | Johan II van Aragón (1398-1479) | Johan II van Aragón (1398-1479) | Johan II van Aragón (1398-1479) | Johan II van Aragón (1398-1479)     | Johan II van Aragón (1398-1479)     | Johanna Enríquez (1425-1468)        | Johanna Enríquez (1425-1468)        | Johanna Enríquez (1425-1468)        | Johanna Enríquez (1425-1468)        | Johanna Enríquez (1425-1468)     | Johanna Enríquez (1425-1468)     |                                  |                                  | Johan II van Castilië (1405-1454) | Johan II van Castilië (1405-1454) | Johan II van Castilië (1405-1454)   | Johan II van Castilië (1405-1454)   | Johan II van Castilië (1405-1454)   | Johan II van Castilië (1405-1454)   | Isabella van Portugal (1428-1496)   | Isabella van Portugal (1428-1496)   | Isabella van Portugal (1428-1496) | Isabella van Portugal (1428-1496) | Isabella van Portugal (1428-1496) | Isabella van Portugal (1428-1496) |  |  |  |  |  |  |  |  |  |  |  |  |  |  |  |  |  |  |  |  |  |  |  |  |  |  |  |  |  |  |  |  |  |  |  |  |  |  |  |  |  |  |  |  |  |  |  |  |
| Keizer Frederik III (1415-1493) | Keizer Frederik III (1415-1493) | Keizer Frederik III (1415-1493) | Keizer Frederik III (1415-1493) | Keizer Frederik III (1415-1493)     | Keizer Frederik III (1415-1493)     | Eleonora Helena van Portugal (1434-1467) | Eleonora Helena van Portugal (1434-1467) | Eleonora Helena van Portugal (1434-1467) | Eleonora Helena van Portugal (1434-1467) | Eleonora Helena van Portugal (1434-1467) | Eleonora Helena van Portugal (1434-1467) |                              |                              | Karel de Stoute (1433-1477)  | Karel de Stoute (1433-1477)  | Karel de Stoute (1433-1477)      | Karel de Stoute (1433-1477)      | Karel de Stoute (1433-1477)      | Karel de Stoute (1433-1477)      | Isabella van Bourbon (1436-1465)  | Isabella van Bourbon (1436-1465)  | Isabella van Bourbon (1436-1465)  | Isabella van Bourbon (1436-1465)  | Isabella van Bourbon (1436-1465)  | Isabella van Bourbon (1436-1465)  |  |  | Johan II van Aragón (1398-1479) | Johan II van Aragón (1398-1479) | Johan II van Aragón (1398-1479) | Johan II van Aragón (1398-1479) | Johan II van Aragón (1398-1479)     | Johan II van Aragón (1398-1479)     | Johanna Enríquez (1425-1468)        | Johanna Enríquez (1425-1468)        | Johanna Enríquez (1425-1468)        | Johanna Enríquez (1425-1468)        | Johanna Enríquez (1425-1468)     | Johanna Enríquez (1425-1468)     |                                  |                                  | Johan II van Castilië (1405-1454) | Johan II van Castilië (1405-1454) | Johan II van Castilië (1405-1454)   | Johan II van Castilië (1405-1454)   | Johan II van Castilië (1405-1454)   | Johan II van Castilië (1405-1454)   | Isabella van Portugal (1428-1496)   | Isabella van Portugal (1428-1496)   | Isabella van Portugal (1428-1496) | Isabella van Portugal (1428-1496) | Isabella van Portugal (1428-1496) | Isabella van Portugal (1428-1496) |  |  |  |  |  |  |  |  |  |  |  |  |  |  |  |  |  |  |  |  |  |  |  |  |  |  |  |  |  |  |  |  |  |  |  |  |  |  |  |  |  |  |  |  |  |  |  |  |
|                                 |                                 |                                 |                                 |                                     |                                     |                                          |                                          |                                          |                                          |                                          |                                          |                              |                              |                              |                              |                                  |                                  |                                  |                                  |                                   |                                   |                                   |                                   |                                   |                                   |  |  |                                 |                                 |                                 |                                 |                                     |                                     |                                     |                                     |                                     |                                     |                                  |                                  |                                  |                                  |                                   |                                   |                                     |                                     |                                     |                                     |                                     |                                     |                                   |                                   |                                   |                                   |  |  |  |  |  |  |  |  |  |  |  |  |  |  |  |  |  |  |  |  |  |  |  |  |  |  |  |  |  |  |  |  |  |  |  |  |  |  |  |  |  |  |  |  |  |  |  |  |
|                                 |                                 |                                 |                                 | Keizer Maximiliaan I (1459-1519)    | Keizer Maximiliaan I (1459-1519)    | Keizer Maximiliaan I (1459-1519)         | Keizer Maximiliaan I (1459-1519)         | Keizer Maximiliaan I (1459-1519)         | Keizer Maximiliaan I (1459-1519)         |                                          |                                          |                              |                              |                              |                              | Maria van Bourgondië (1457-1482) | Maria van Bourgondië (1457-1482) | Maria van Bourgondië (1457-1482) | Maria van Bourgondië (1457-1482) | Maria van Bourgondië (1457-1482)  | Maria van Bourgondië (1457-1482)  |                                   |                                   |                                   |                                   |  |  |                                 |                                 |                                 |                                 | Ferdinand II van Aragon (1452-1516) | Ferdinand II van Aragon (1452-1516) | Ferdinand II van Aragon (1452-1516) | Ferdinand II van Aragon (1452-1516) | Ferdinand II van Aragon (1452-1516) | Ferdinand II van Aragon (1452-1516) |                                  |                                  |                                  |                                  |                                   |                                   | Isabella I van Castilië (1451-1504) | Isabella I van Castilië (1451-1504) | Isabella I van Castilië (1451-1504) | Isabella I van Castilië (1451-1504) | Isabella I van Castilië (1451-1504) | Isabella I van Castilië (1451-1504) |                                   |                                   |                                   |                                   |  |  |  |  |  |  |  |  |  |  |  |  |  |  |  |  |  |  |  |  |  |  |  |  |  |  |  |  |  |  |  |  |  |  |  |  |  |  |  |  |  |  |  |  |  |  |  |  |
|                                 |                                 |                                 |                                 | Keizer Maximiliaan I (1459-1519)    | Keizer Maximiliaan I (1459-1519)    | Keizer Maximiliaan I (1459-1519)         | Keizer Maximiliaan I (1459-1519)         | Keizer Maximiliaan I (1459-1519)         | Keizer Maximiliaan I (1459-1519)         |                                          |                                          |                              |                              |                              |                              | Maria van Bourgondië (1457-1482) | Maria van Bourgondië (1457-1482) | Maria van Bourgondië (1457-1482) | Maria van Bourgondië (1457-1482) | Maria van Bourgondië (1457-1482)  | Maria van Bourgondië (1457-1482)  |                                   |                                   |                                   |                                   |  |  |                                 |                                 |                                 |                                 | Ferdinand II van Aragon (1452-1516) | Ferdinand II van Aragon (1452-1516) | Ferdinand II van Aragon (1452-1516) | Ferdinand II van Aragon (1452-1516) | Ferdinand II van Aragon (1452-1516) | Ferdinand II van Aragon (1452-1516) |                                  |                                  |                                  |                                  |                                   |                                   | Isabella I van Castilië (1451-1504) | Isabella I van Castilië (1451-1504) | Isabella I van Castilië (1451-1504) | Isabella I van Castilië (1451-1504) | Isabella I van Castilië (1451-1504) | Isabella I van Castilië (1451-1504) |                                   |                                   |                                   |                                   |  |  |  |  |  |  |  |  |  |  |  |  |  |  |  |  |  |  |  |  |  |  |  |  |  |  |  |  |  |  |  |  |  |  |  |  |  |  |  |  |  |  |  |  |  |  |  |  |
|                                 |                                 |                                 |                                 |                                     |                                     |                                          |                                          |                                          |                                          | Filips de Schone (1478-1506)             | Filips de Schone (1478-1506)             | Filips de Schone (1478-1506) | Filips de Schone (1478-1506) | Filips de Schone (1478-1506) | Filips de Schone (1478-1506) |                                  |                                  |                                  |                                  |                                   |                                   |                                   |                                   |                                   |                                   |  |  |                                 |                                 |                                 |                                 |                                     |                                     |                                     |                                     |                                     |                                     | Johanna van Castilië (1479-1555) | Johanna van Castilië (1479-1555) | Johanna van Castilië (1479-1555) | Johanna van Castilië (1479-1555) | Johanna van Castilië (1479-1555)  | Johanna van Castilië (1479-1555)  |                                     |                                     |                                     |                                     |                                     |                                     |                                   |                                   |                                   |                                   |  |  |  |  |  |  |  |  |  |  |  |  |  |  |  |  |  |  |  |  |  |  |  |  |  |  |  |  |  |  |  |  |  |  |  |  |  |  |  |  |  |  |  |  |  |  |  |  |
|                                 |                                 |                                 |                                 |                                     |                                     |                                          |                                          |                                          |                                          | Filips de Schone (1478-1506)             | Filips de Schone (1478-1506)             | Filips de Schone (1478-1506) | Filips de Schone (1478-1506) | Filips de Schone (1478-1506) | Filips de Schone (1478-1506) |                                  |                                  |                                  |                                  |                                   |                                   |                                   |                                   |                                   |                                   |  |  |                                 |                                 |                                 |                                 |                                     |                                     |                                     |                                     |                                     |                                     | Johanna van Castilië (1479-1555) | Johanna van Castilië (1479-1555) | Johanna van Castilië (1479-1555) | Johanna van Castilië (1479-1555) | Johanna van Castilië (1479-1555)  | Johanna van Castilië (1479-1555)  |                                     |                                     |                                     |                                     |                                     |                                     |                                   |                                   |                                   |                                   |  |  |  |  |  |  |  |  |  |  |  |  |  |  |  |  |  |  |  |  |  |  |  |  |  |  |  |  |  |  |  |  |  |  |  |  |  |  |  |  |  |  |  |  |  |  |  |  |
|                                 |                                 |                                 |                                 |                                     |                                     |                                          |                                          |                                          |                                          |                                          |                                          |                              |                              |                              |                              |                                  |                                  |                                  |                                  |                                   |                                   |                                   |                                   |                                   |                                   |  |  |                                 |                                 |                                 |                                 |                                     |                                     |                                     |                                     |                                     |                                     |                                  |                                  |                                  |                                  |                                   |                                   |                                     |                                     |                                     |                                     |                                     |                                     |                                   |                                   |                                   |                                   |  |  |  |  |  |  |  |  |  |  |  |  |  |  |  |  |  |  |  |  |  |  |  |  |  |  |  |  |  |  |  |  |  |  |  |  |  |  |  |  |  |  |  |  |  |  |  |  |
|                                 |                                 |                                 |                                 |                                     |                                     |                                          |                                          |                                          |                                          |                                          |                                          |                              |                              |                              |                              |                                  |                                  |                                  |                                  |                                   |                                   |                                   |                                   |                                   |                                   |  |  |                                 |                                 |                                 |                                 |                                     |                                     |                                     |                                     |                                     |                                     |                                  |                                  |                                  |                                  |                                   |                                   |                                     |                                     |                                     |                                     |                                     |                                     |                                   |                                   |                                   |                                   |  |  |  |  |  |  |  |  |  |  |  |  |  |  |  |  |  |  |  |  |  |  |  |  |  |  |  |  |  |  |  |  |  |  |  |  |  |  |  |  |  |  |  |  |  |  |  |  |
|                                 |                                 |                                 |                                 | Eleonora van Oostenrijk (1498-1558) | Eleonora van Oostenrijk (1498-1558) | Eleonora van Oostenrijk (1498-1558)      | Eleonora van Oostenrijk (1498-1558)      | Eleonora van Oostenrijk (1498-1558)      | Eleonora van Oostenrijk (1498-1558)      |                                          |                                          | Keizer Karel V (1500-1558)   | Keizer Karel V (1500-1558)   | Keizer Karel V (1500-1558)   | Keizer Karel V (1500-1558)   | Keizer Karel V (1500-1558)       | Keizer Karel V (1500-1558)       |                                  |                                  | Isabella van Habsburg (1501-1526) | Isabella van Habsburg (1501-1526) | Isabella van Habsburg (1501-1526) | Isabella van Habsburg (1501-1526) | Isabella van Habsburg (1501-1526) | Isabella van Habsburg (1501-1526) |  |  | Keizer Ferdinand I (1503-1564)  | Keizer Ferdinand I (1503-1564)  | Keizer Ferdinand I (1503-1564)  | Keizer Ferdinand I (1503-1564)  | Keizer Ferdinand I (1503-1564)      | Keizer Ferdinand I (1503-1564)      |                                     |                                     | Maria van Hongarije (1505-1558)     | Maria van Hongarije (1505-1558)     | Maria van Hongarije (1505-1558)  | Maria van Hongarije (1505-1558)  | Maria van Hongarije (1505-1558)  | Maria van Hongarije (1505-1558)  |                                   |                                   | Catharina van Habsburg (1507-1578)  | Catharina van Habsburg (1507-1578)  | Catharina van Habsburg (1507-1578)  | Catharina van Habsburg (1507-1578)  | Catharina van Habsburg (1507-1578)  | Catharina van Habsburg (1507-1578)  |                                   |                                   |                                   |                                   |  |  |  |  |  |  |  |  |  |  |  |  |  |  |  |  |  |  |  |  |  |  |  |  |  |  |  |  |  |  |  |  |  |  |  |  |  |  |  |  |  |  |  |  |  |  |  |  |